# De Rham-cohomologie
In de wiskunde, is een De Rham-cohomologie (vernoemd naar de Zwitserse wiskundige Georges de Rham) een hulpmiddel dat zowel in de algebraïsche topologie als de differentiaaltopologie wordt gebruikt. Een De Rham-cohomologie maakt het mogelijk elementaire topologische informatie over gladde variëteiten uit te drukken in een vorm die in het bijzonder geschikt is voor berekeningen en de concrete weergave van cohomologieklassen. Het is een cohomologietheorie gebaseerd op het bestaan van differentiaalvormen met voorgeschreven eigenschappen. Een De Rham-cohomologie is in verschillende, opzichten duaal, zowel met betrekking tot de singuliere homologie als met betrekking tot de Alexander-Spanier-cohomologie.

## Definitie[1]

### Gewone cohomologie
Zij {\displaystyle X} een {\displaystyle n}-dimensionale differentieerbare variëteit en {\displaystyle {\mathcal {E}}_{p}(X)} de reële vectorruimte van reëelwaardige differentiaalvormen van orde {\displaystyle p}.
Tussen de ruimten {\displaystyle {\mathcal {E}}_{p}(X)} en {\displaystyle {\mathcal {E}}_{p+1}(X)} werkt de lineaire differentiaaloperator
{\displaystyle \mathrm {d} _{p}\colon {\mathcal {E}}_{p}(X)\to {\mathcal {E}}_{p+1}(X);\quad w\mapsto \mathrm {d} _{p}w}
Deze operator heeft de belangrijke eigenschap dat {\displaystyle \mathrm {d} _{p}\circ \mathrm {d} _{p-1}\equiv 0}, wat inhoudt dat de ruimten {\displaystyle {\mathcal {E}}_{p}(X)} en de operatoren {\displaystyle \mathrm {d} _{p}} een coketencomplex vormen.
Een {\displaystyle p}-vorm {\displaystyle w\in {\mathcal {E}}_{p}(X)} heet gesloten als hij tot de kern van {\displaystyle \mathrm {d} _{p}} behoort, d.w.z.
{\displaystyle \mathrm {d} _{p}w=0\in {\mathcal {E}}_{p+1}(X)}
Een {\displaystyle p}-vorm {\displaystyle w\in {\mathcal {E}}_{p}(X)} heet exact als hij tot het beeld van {\displaystyle \mathrm {d} _{p-1}} behoort, d.w.z. dat er een {\displaystyle u\in {\mathcal {E}}_{p-1}(X)} bestaat met de eigenschap dat
{\displaystyle \mathrm {d} _{p-1}u=w}
De coketencomplex-eigenschap is gelijkwaardig met de vaststelling dat elke exacte differentiaalvorm gesloten is, oftewel
{\displaystyle \operatorname {Im} \mathrm {d} _{p-1}\subset \operatorname {Ker} \mathrm {d} _{p}}
De {\displaystyle p}-de cohomologie van De Rham is de quotiëntvectorruimte
{\displaystyle H^{p}(X)=\operatorname {Ker} \mathrm {d} _{p}/\operatorname {Im} \mathrm {d} _{p-1}}
Het coketencomplex van De Rham is exact op de {\displaystyle p}-de plaats als {\displaystyle \operatorname {Im} \mathrm {d} _{p-1}=\operatorname {Ker} \mathrm {d} _{p}}, dus als {\displaystyle H^{p}(X)=\{0\}}. De cohomologie geeft een precieze betekenis aan de "mate van inexactheid" van gesloten differentiaalvormen.

### Cohomologie met compacte drager
Als de variëteit {\displaystyle X} niet compact is, onderscheidt met ook de reële deelvectorruimten {\displaystyle {\mathcal {D}}_{p}(X)\subset {\mathcal {E}}_{p}(X)} der {\displaystyle p}-vormen met compacte drager. Een differentiaalvorm {\displaystyle w} heeft compacte drager als er een compacte deelverzameling {\displaystyle K\subset X} bestaat zodat de restrictie van {\displaystyle w} tot {\displaystyle X\setminus K} identiek is met de nulvorm.
Voor de definitie van gesloten en exacte vormen met compacte drager kijken we naar het beeld en de kern van de operatoren {\displaystyle \mathrm {d} _{p}}, beperkt tot de vectorruimten {\displaystyle {\mathcal {D}}_{p}(X)}. Uitdrukkelijker heet een {\displaystyle p}-vorm met compacte drager gesloten als zijn differentiaal identiek 0 is. Hieruit volgt dat iedere gesloten element van {\displaystyle {\mathcal {D}}_{p}(X)} ook gesloten is als element van {\displaystyle {\mathcal {E}}_{p}(X)}.
Een {\displaystyle p}-vorm met compacte drager heet exact (opgevat als differentiaalvorm met compacte drager) als hij de differentiaal is van een {\displaystyle (p-1)}-vorm met compacte drager. Deze laatste vereiste is in het algemeen strenger dan de eis dat {\displaystyle w} een vorm is met compacte drager die exact is als element van {\displaystyle {\mathcal {E}}_{p}(X)}. Anderzijds is ieder exact element van {\displaystyle {\mathcal {D}}_{p}(X)} ook exact als element van {\displaystyle {\mathcal {E}}_{p}(X)}.
De {\displaystyle p}-de cohomologie van De Rham met compacte drager is opnieuw de quotiëntvectorruimte van gesloten vormen modulo exacte vormen:
{\displaystyle H_{c}^{p}(X)=\operatorname {Ker} \mathrm {d} _{p}/\operatorname {Im} \mathrm {d} _{p-1}}
waarbij de differentiaaloperatoren {\displaystyle d_{p}} steeds beperkt blijven tot de ruimten {\displaystyle {\mathcal {D}}_{p}(X)}.
De inbeddingen van gesloten vormen met compacte drager in alle gesloten vormen, en van exacte vormen met compacte drager in alle exacte vormen, geven aanleiding tot een lineaire afbeelding
{\displaystyle H_{c}^{p}(X)\to H^{p}(X)}
In het algemeen is dit homomorfisme noch injectief, noch surjectief.

## Elementair voorbeeld
Beschouw {\displaystyle \mathbb {R} } als eendimensionale variëteit. Zoals op elke variëteit zijn de 0-vormen de onbeperkt differentieerbare reële functies. Een 1-vorm is een uitdrukking
{\displaystyle f(x)\mathrm {d} x}
waar {\displaystyle f} een willekeurige onbeperkt differentieerbare reële functie is. Omdat {\displaystyle \mathbb {R} } eendimensionaal is, zijn er geen niet-triviale 2-vormen en dus zijn alle 1-vormen gesloten:
{\displaystyle \mathrm {d} (f(x)\mathrm {d} x)=0}
Wegens de hoofdstelling van de integraalrekening is elke onbeperkt differentieerbare functie {\displaystyle f} de afgeleide van een andere onbeperkt differentieerbare functie {\displaystyle g:}
{\displaystyle g(x)=\int _{0}^{x}f(t)\,\mathrm {d} t}
en daaruit volgt dat alle 1-vormen op {\displaystyle \mathbb {R} } exact zijn:
{\displaystyle f(x)\,\mathrm {d} x=\mathrm {d} g(x)}
We besluiten dat
{\displaystyle H^{1}(\mathbb {R} )={\mathcal {E}}^{1}(\mathbb {R} )/{\mathcal {E}}^{1}(\mathbb {R} )=\{0\}}
In het algemeen is elke gesloten differentiaalvorm op {\displaystyle \mathbb {R} ^{n}} exact, d.w.z. dat de De Rham-cohomologie van {\displaystyle \mathbb {R} ^{n}} triviaal is. Dit staat bekend als het lemma van Poincaré.
Als we naar cohomologie met compacte drager kijken, is de situatie lichtjes anders. Weliswaar is nog steeds elke 1-vorm met compacte drager gesloten, maar niet elke dergelijke vorm is exact: de functie {\displaystyle g} hierboven heeft namelijk alleen een compacte drager als de integraal van de oorspronkelijke functie {\displaystyle f} nul is. Gesloten vormen zijn dus slechts exact op een constant veelvoud na van één vaste gekozen vorm {\displaystyle \varphi (x)\mathrm {d} x} met integraal 1. Hieruit volgt dat de eerste cohomologie met compacte drager een eendimensionale reële vectorruimte is:
{\displaystyle H_{c}^{1}(\mathbb {R} )=\mathbb {R} }